# Hispano-Suiza Nene
L'Hispano-Suiza Nene era un motore aeronautico turbogetto a compressore radiale, prodotto dall'azienda francese Hispano-Suiza negli anni cinquanta su licenza della britannica Rolls-Royce Limited.

## Storia e sviluppo
Il Nene è stato il terzo turbogetto ad entrare in produzione nel Regno Unito. Il periodo intercorso tra la sua progettazione e l'avvio alla produzione, avvenuta il 27 ottobre 1944, è stato straordinariamente breve, solamente 5 mesi.
Fu testato per la prima volta su un Avro Lancastrian, la versione passeggeri del bombardiere Avro Lancaster usato dalla Royal Air Force durante la seconda guerra mondiale. I Lancastrian erano stati acquistati dalla Rolls-Royce per utilizzarli come banco di prova per esperimenti sui motori turbogetto a compressore assiale ed uno di questi nel 1948 portò in volo, nelle gondole motore esterne, un Nene modificato a questo scopo.
Negli anni cinquanta l'azienda francese Hispano-Suiza ne acquistò i diritti per realizzare una versione su licenza ed equipaggiare i nuovi velivoli a reazione di produzione nazionale che dovevano rinnovare il parco in dotazione all'Armée de l'air

## Velivoli Utilizzatori
Francia
- Breguet Br 960 Vultur
- Dassault MD 450 Ouragan
- SNCASE SE-532 Mistral
- SNCASE SE-535 Mistral
- SNCASE SE-2410 e SE-2415 Grognard
- SNCASO SO-4000
- SNCASO SO-6000 Triton
- SNCASO SO-6020 Espadon